# 韋納庫 (夏威夷州)
韋納庫（英語：Wainaku）是位於美國夏威夷州夏威夷縣的一個人口普查指定地區。

## 地理
韋納庫的座標為19°44′50″N 155°06′03″W / 19.74722°N 155.10083°W，而該地最高點為海拔高度78米（即256英尺）。

## 人口
根據2010年美國人口普查的數據，韋納庫的面積約為3.80平方千米，當中陸地面積約為3.40平方千米，而水域面積約為0.40平方千米。當地人口約1224人，而人口密度為每平方千米約322人。